# Orkest Koninklijke Luchtmacht
Het Orkest Koninklijke Luchtmacht is een van de professionele orkesten van de Nederlandse krijgsmacht. Het orkest werd direct na de bevrijding in 1945 als fanfarekorps opgericht. Momenteel wordt het orkest gevormd door 41 hout- en koperblazers en een 7-koppige rythmsectie. Het orkest heeft het spelen van pop- en jazzmuziek als specialiteit. Het is sinds 2012 gevestigd op Vliegbasis Gilze-Rijen.

## Voorgeschiedenis
Kort na de bevrijding in 1945 werd in het district Twente een muziekkorps opgericht, waarvan de leden oorlogsvrijwilligers waren van de Gezagstroepen in het district Twente. De financiën van het korps werden gedragen door vrijwillige bijdragen van officieren en onderofficieren van deze militaire eenheid. De muzikale leiding van het orkest was in handen van de oprichter en kapelmeester, sergeant J.H. Mensing.
In mei 1946 ging het muziekkorps in zijn geheel over naar het Commando Luchtvaarttroepen in Breda, waar het voor het eerst optrad bij de beëdiging van een aantal officieren. In mei 1947 werd uit dit korps officieel het muziekkorps van het Commando Luchtvaarttroepen opgericht. Het veertig leden tellende orkest bestond uit oorlogsvrijwilligers, onder leiding van adjudant-onderofficier-kapelmeester F.J. Vermeeren en sergeant-majoor-onderkapelmeester C.J. Langeberg. De al eerder opgerichte drumband, bestaande uit 26 dienstplichtigen onder leiding van sergeant Th. de Vries, werd aan het muziekkorps toegevoegd. De vele werkzaamheden en de wijze waarop deze werkzaamheden werden uitgevoerd, alsmede de kundige leiding van kapelmeester Vermeeren hadden tot gevolg dat in 1950 ministeriële goedkeuring werd verkregen om van het korps een beroeps-stafmuziekkorps te maken. Doordat werd bepaald dat het muziekkorps van het Regiment Stoottroepen op 1 januari 1951 in zijn geheel zou overgaan naar het Commando Luchtvaarttroepen, was het niet nodig aan deze beschikking verder uitvoering te geven.

## Orkest Koninklijke Luchtmacht
Opvolger van J.H. Mensing werd H. F. W. van Diepenbeek, een voormalig muzikant van de Marinierskapel van de Koninklijke Marine. Deze 25-jarige dirigent had als eerste taak het completeren van de bezetting van de kapel. Een dertigtal muzikanten waren overgekomen en men versterkte tot 51 muzikanten en 6 leerling-muzikanten. Op 28 november 1951 kon men in de Rivièra Hal te Rotterdam de Luchtmachtkapel presenteren. Er volgden talrijke concerten, taptoes en medewerking aan militaire evenementen, ook in het buitenland. Het takenpakket omvat onder meer de muzikale omlijsting van militair ceremonieel en het geven van relatieconcerten voor de bevolkingen in regio’s rondom vliegbases.
Het Orkest Koninklijke Luchtmacht bevat diverse ensembles: 
- the Air4’s; een jazzkwartet (piano, gitaar,contrabas en drums) evt aangevuld met solisten. De Air4’s in combinatie met een blazerssectie vormt de Air Force Allstars’’
- Het Klarinetkwartet; een ensemble dat improviseert met jazz en klassieke muziek, waarbij ook acteertalenten worden aangewend.
- Het ‘Vintage Brass’ koperkwintet, wat op instrumenten speelt uit het begin van de 20e eeuw en dito repertoire heeft.

Van 1994 tot 2015 was Jos Pommer chef-dirigent/artistiek directeur van het Orkest Koninklijke Luchtmacht. Onder zijn leiding is een modernisering ingezet van het orkest. De muziekkeuze en arrangementen zijn daardoor drastisch veranderd. Van 1995 tot 2012 presenteerde het orkest jaarlijks een theatershow. In het vijftigste bevrijdingsjaar begon het orkest met het bevrijdingsconcert 'On the Air' in samenwerking met Jeans. Na een aantal theatershows (waaronder Sinatra, Symfo '99, Going Dutch, The Soul Show) werd in 2002 de rockopera Tommy uitgevoerd door het orkest met onder andere Bert Heerink en Laura Vlasblom. 
In 2004 zette het orkest een nieuwe Engelstalige musical op de planken genaamd 'Eternity'. De musical is geschreven door Frank Freeman (tekst) en Rik Elings (muziek). Musicalacteur Stephen Stephanou ontving voor zijn prestaties een Johnny Kraaijkamp Musical Award voor 'beste mannelijke bijrol in een kleine musical'.
Overzicht concertreeksen vanaf 2005:
- 2005 - Songfestival in Concert (Johnny Logan, Tony Neef, Brigitte Nijman, Laura Vlasblom, Stephen Stephanou)
- 2006 - Queen in Concert (Bert Heerink, Esther Hart, Laura Vlasblom, Erica Yong, Linda Caminita, Cindy Oudshoorn, Jan Akkerman, Joost Vergoossen)
- 2007 - The Beatles in Concert (Joke Bruijs, Erica Yong, Talita Angwarmasse, Laurie Reijs)
- 2008 - Hollywood in Concert (o.a. Lee towers, Anita Meijer, Erica Yong)
- 2009 - Rockopera in Concert (Martin van der Starre, Lana Wolf, Rolf Koster, Robin van Beek, Birgit Schuurman)
- 2010 - Concert for Freedom (Leona Philippo, Gino Emnes, Talita Angwarmasse, Hind, Rolf Koster, Ellen ten Damme, Birgit Schuurman)
- 2011 - A Tribute to Michael Jackson (Leona Philippo, Sophia Wezer, Talita Angwarmasse, Laurie Reijs, Peggy Sandaal, Mieke Dijkstra, Annemieke van Dam)
- 2012 - Stars For Planet Earth (Esther Hart, Leona Philippo, Rolf Koster, Robin van Beek)
- 2014 - Ode aan 100 jaar militaire luchtvaart (Esther Hart, Rolf Koster)
- 2016 - Space (Julian Thomas, Natasja den Toom, Irma van Pamelen, Lotte Nobelen, Jeroen van den Berg)
- 2018 - Missions (Natasja den Toom, Jeroen van den Berg)
- 2019 - Sounds Of Freedom (Julian Thomas, Natasja den Toom, Irma van Pamelen, Nyjolene Grey)
- 2020 - Lockdown music, Orchestral COVIDeo Series, Christmas Countdown Music
- 2021 - Airforce Lockdown Music, Meet the Orchestra (Martin van der Starre)

## Dirigenten
- 1946 - 1951 J.H. Mensing
- 1951 - 1976 H. F. W. van Diepenbeek
- 1976 - 1981 Bep Warnas
- 1981 - 1991 Lex van Diepen
- 1991 - 1994 Henk Heins
- 1994 - 2015 Jos Pommer
- 2015 - 2018  Jasper Staps
- 2020 - heden Patrick Curfs

## Producties en artiesten
- 2002 - Rockopera Tommy (The Who): Roon Staal, Bert Heerink, Laura Vlasblom, Matthew Dickens
- 2004 - Songfestival in Concert: Johnny Logan, Tony Neef, Laura Vlasblom, Brigitte Nijman, Stephen Stephanou
- 2006 - Queen in Concert: Bert Heerink, Laura Vlasblom, Esther Hart, Cindy Oudshoorn, Erica Yong, Jan Akkerman, Joost Vergoossen
- 2007 - Beatles in Concert: Joke Bruijs, Erica Yong, Talita Angwarmasse, Laurie Reijs
- 2008 - Hollywood in Concert: Lee Towers, Anita Meijer, Erica Yong
- 2011 - A Tribute to Michael Jackson: Sophia Wezer, Laurie Reijs, Peggy Sandaal, Leona Philippo, Talita Angwarmasse, Annemieke van Dam en Mieke Dijkstra
- 2019 - Sounds of Freedom: Julian Thomas, Natasja den Toom, Irma van Pamelen, Nyjolene Grey (Sanne Groefsema, Jeroen v.d. Berg en Michele v.d. Aa)
- 2019 - Sunnery James en Ryan Marciano, Trijntje Oosterhuis en Alain Clark.
- 2020 - Esther Hart, Sanne Groefsema, Jeroen v.d. Berg, Michele v.d. Aa, Irma van Pamelen, Natasja den Toom, Julian Thomas, Dennis Kroon, Tony Neef
- 2021 - Meet the Orchestra (tour met Martin van der Starre

René van Kooten (opname ‘vrijheid overal (luchtmachtlied), 3JS, Marcel Veenendaal, Trijntje Oosterhuis, Elske DeWall (veteranendag omroep MAX), Alain Clark (Heideweek/airborne concert Ede), Davina Michelle (F1 Zandvoort), Martin van der Starre